# Citi Open 2022 - Qualificazioni singolare femminile
Le qualificazioni del singolare femminile del Citi Open 2022 sono state un torneo di tennis preliminare per accedere alla fase finale della manifestazione. Le vincitrici dell'ultimo turno sono entrate di diritto nel tabellone principale. In caso di ritiro di una o più giocatrici aventi diritto a queste sono subentrati le lucky loser, ossia le giocatrici che hanno perso nell'ultimo turno ma che avevano una classifica più alta rispetto alle altre partecipanti che avevano comunque perso nel turno finale.

## Teste di serie
1. Wang Xiyu (ultimo turno, lucky loser)
2. Rebecca Marino (qualificata)
3. Heather Watson (ultimo turno)
4. Cristina Bucșa (qualificata)

1. Mirjam Björklund (qualificata)
2. Yuan Yue (primo turno)
3. Caty McNally (ultimo turno)
4. Sachia Vickery (ultimo turno)

## Qualificate
1. Louisa Chirico
2. Rebecca Marino

1. Mirjam Björklund
2. Cristina Bucșa

## Lucky loser
1. Wang Xiyu

## Tabellone

### Legenda
| - Q = Qualificato - WC = Wild card - LL = Lucky loser | - ALT = Alternate - SE = Special Exempt - PR = Protected Ranking | - w/o = Walkover - r = Ritirato - d = Squalificato |

### Sezione 1
|  | Primo turno | Primo turno    | Primo turno | Primo turno | Primo turno |  |  | Ultimo turno | Ultimo turno   | Ultimo turno | Ultimo turno | Ultimo turno |  |
|  |             |                |             |             |             |  |  |              |                |              |              |              |  |
|  | 1           | Wang Xiyu      | Wang Xiyu   | 6           | 6           |  |  |              |                |              |              |              |  |
|  |             | Jamie Loeb     | Jamie Loeb  | 4           | 1           |  |  | 1            | Wang Xiyu      | 1            | 6            | 5            |  |
|  |             | Louisa Chirico | 6           | 2           | 6           |  |  |              | Louisa Chirico | 6            | 3            | 7            |  |
|  | 6           | Yuan Yue       | 4           | 6           | 2           |  |  |              |                |              |              |              |  |

### Sezione 2
|  | Primo turno | Primo turno                | Primo turno    | Primo turno | Primo turno |  |  | Ultimo turno | Ultimo turno   | Ultimo turno | Ultimo turno | Ultimo turno |  |
|  |             |                            |                |             |             |  |  |              |                |              |              |              |  |
|  | 2           | Rebecca Marino             | 6              | 4           | 6           |  |  |              |                |              |              |              |  |
|  |             | Valentini Grammatikopoulou | 0              | 6           | 2           |  |  | 2            | Rebecca Marino | 65           | 6            | 6            |  |
|  |             | Sophie Chang               | Sophie Chang   | 64          | 1           |  |  | 8            | Sachia Vickery | 7            | 3            | 3            |  |
|  | 8           | Sachia Vickery             | Sachia Vickery | 7           | 6           |  |  |              |                |              |              |              |  |

### Sezione 3
|  | Primo turno | Primo turno      | Primo turno      | Primo turno | Primo turno |  |  | Ultimo turno | Ultimo turno     | Ultimo turno     | Ultimo turno | Ultimo turno |  |
|  |             |                  |                  |             |             |  |  |              |                  |                  |              |              |  |
|  | 3           | Heather Watson   | Heather Watson   | 6           | 6           |  |  |              |                  |                  |              |              |  |
|  |             | Astra Sharma     | Astra Sharma     | 4           | 2           |  |  | 3            | Heather Watson   | Heather Watson   | 2            | 3            |  |
|  | WC          | Christina McHale | Christina McHale | 3           | 3           |  |  | 5            | Mirjam Björklund | Mirjam Björklund | 6            | 6            |  |
|  | 5           | Mirjam Björklund | Mirjam Björklund | 6           | 6           |  |  |              |                  |                  |              |              |  |

### Sezione 4
|  | Primo turno | Primo turno      | Primo turno  | Primo turno | Primo turno |  |  | Ultimo turno | Ultimo turno   | Ultimo turno | Ultimo turno | Ultimo turno |  |
|  |             |                  |              |             |             |  |  |              |                |              |              |              |  |
|  | 4           | Cristina Bucșa   | 6            | 3           | 7           |  |  |              |                |              |              |              |  |
|  | PR          | Kimberly Birrell | 3            | 6           | 5           |  |  | 4            | Cristina Bucșa | 1            | 6            | 7            |  |
|  | PR          | Han Xinyun       | Han Xinyun   | 5           | 1           |  |  | 7            | Caty McNally   | 6            | 4            | 5            |  |
|  | 7           | Caty McNally     | Caty McNally | 7           | 6           |  |  |              |                |              |              |              |  |